# 200
|  | Denne artikel er om årstallet 200. For andre betydninger se 200 (rockgruppe) og 200 (South Park). |
| 200                |
| ------------------ |
| Dødsfald - Fødsler |
|                    |

| Gregoriansk kalender | 200 CC                  |
| Ab urbe condita      | 953                     |
| Armensk kalender     | I/T                     |
| Kinesiske kalender   | 2896 – 2897 己卯 – 庚辰 |
| Etiopisk kalender    | 192 – 193               |
| Jødisk kalender      | 3960 – 3961             |
| Hindukalendere       |                         |
| - Vikram Samvat      | 255 – 256               |
| - Shaka Samvat       | 122 – 123               |
| - Kali Yuga          | 3301 – 3302             |
| Iransk kalender      | 422 BP – 421 BP         |
| Islamisk kalender    | 435 BH – 434 BH         |

## Født
- ca. 200 – Marcus Claudius Tacitus, romersk kejser